# Утена
Утена (литв. Utena, рус. Уцяны, пољ. Uciana) је један од значајних градова у Литванији. Град се налази на североистоку земље. Утена чини самосталну општину у оквиру истоименог округа Утена, чије је управно средиште.
Утена се простире се на 15 km² и према последњим проценама у њему је живело 32.790 становника.
Утена је позната као место са најпознатијом пиваром у Литванији, "Utenos alus".

## Партнерски градови
- Lidköping Municipality
- Хелм